# فریدا آبراهامسون
فریدا آبراهامسون (انگلیسی: Frida Abrahamsson؛ زادهٔ ۱۴ سپتامبر ۱۹۹۴) بازیکن فوتبال اهل سوئد است.